# شرکت سرمایه‌گذاری کرون
شرکت سرمایه‌گذاری کرون (انگلیسی: Crown Investments Corporation) شرکت سرمایه‌گذاری دولتی کانادایی است، که در سال ۱۹۴۷ تأسیس شد. 